# Adam Friedrich von Pfeil
Adam Friedrich Freiherr von Pfeil (geb. 5. Oktober 1719 auf einem Gut im Kreis Frankenstein; gest. 12. Februar 1794 in Breslau) war ein preußischer Kammerdirektor, Kriegs-, Domänen-, Justiz-, Geheim- und Landrat.

## Herkunft und Leben

Stammwappen derer von Pfeil

Adam Friedrich Freiherr von Pfeil war Angehöriger des schlesischen Adelsgeschlechts Pfeil. Er war der Sohn von Julius Friedrich von Pfeil (1698–1772), erstem Landrat des Kreises Frankenstein und dessen erster Ehefrau Louise Charlotte (1701–1748), geb. von Studnitz. Adam Friedrich erhielt zunächst Privatunterricht, bevor er von 1738 bis 1740 die Ritterakademie in Liegnitz besuchte. Am 22. Mai 1743 immatrikulierte er sich an der Universität Jena. Nachdem er seine Studien im September 1746 beendet hatte, nahm er ab dem Folgejahr an den Sitzungen des Kammergerichts teil. Der erfolgreiche Abschluss der ersten Prüfung ermöglichte ihm im Jahr 1748 die Aufnahme als Referendar beim Kammergericht. Ab 1751 war er dann als überzähliger Kriegs- und Domänenrat bei der Breslauer Kammer tätig, dem im Dezember 1753 die Ernennung zum ordentlichen Rat folgte. Im Jahr darauf versetzte man ihn nach Glatz, wo er Deputierter der Kriegs- und Domänenkammer wurde. 1760 wurde er zum Justiz- und Landrat im Kreis Glatz ernannt, womit er den bisherigen Amtsinhaber Ernst Anton Erdmann von Pannwitz ablöste.
Nachdem Glatz am 26. Juli 1760 durch die Österreicher erobert worden war, wurde von Pfeil als Landrat abgesetzt, durch Max von Pannwitz auf Rengersdorf ersetzt und als Geisel nach Brünn verbracht. Als er im Oktober 1761 befreit werden konnte, nahm er seine Tätigkeit als Rat bei der Kriegs- und Domänenkammer in Breslau wieder auf. Nach dem Hubertusburger Frieden im Frühjahr 1763 konnte er letztlich auch wieder nach Glatz zurückkehren. Das Amt als Landrat übte er noch bis 1769 aus, ihm folgte Carl Wenzel von Prittwitz und Gaffron. Mittels Ordre vom 26. Februar 1769 wurde er zum Geheimen Rat und zweiten Kammerdirektor in Breslau befördert, dem 1770 die Ernennung zum ersten Kammerdirektor folgte. Nach seinem Tod im Jahr 1794 fand er seine letzte Ruhestätte in der Elftausend-Jungfrauen-Kirche in Breslau.

## Persönliches
Nach dem Tod seines Vaters im Jahr 1772 übernahm er die Güter Kleutsch und Dittmannsdorf, die er 1784 für 58.000 Taler an seinen Vetter Carl Friedrich von Pfeil veräußerte.

## Familie
Adam Friedrich von Pfeil war seit 1760 mit Eleonore († 1811), geb. von Lemberg, verheiratet, aus der Ehe gingen vier Töchter und ein Sohn hervor.